# Hanna (Oklahoma)
Hanna – miasto w Stanach Zjednoczonych, w stanie Oklahoma, w hrabstwie McIntosh.